# NGC 1762
NGC 1762 في الفهرس العام الجديد، هي مجرة، تقع في كوكبة الجبار. اكتشفت في 8 أكتوبر 1785 بواسطة ويليام هيرشل.

## روابط خارجية
- NGC 1762 على موقع ويكي سكاي: DSS2, SDSS, GALEX, IRAS, Hydrogen α, X-Ray, Astrophoto, Sky Map, Articles and images